# Kawasaki C-1
Kawasaki C-1 – japoński samolot transportowy, wybudowany przez Kawasaki Heavy Industries, służący w Powietrznych Siłach Samoobrony.

## Historia
W połowie lat 60. ubiegłego stulecia przystąpiono w Japonii do projektowania nowego samolotu transportowego, mającego zastąpić używane jeszcze wówczas, pamiętające czasy II wojny światowej, samoloty Curtiss C-46 Commando. Wstępne prace projektowe nad nową maszyną rozpoczęto w 1966 r. w Nihon Aircraft Manufacturing Corporation. W 1968 r. podpisano kontrakt na prace rozwojowe, a wiosną tego samego roku była gotowa makieta w skali 1:1. Jesienią rozpoczęto budowę trzech prototypów, dwóch przeznaczonych do prób w locie i jednego do prób naziemnych. Pierwszy z nich wzniósł się w powietrze 12 listopada 1970 r., drugi 16 stycznia 1971 r. Próby w locie pozwoliły wykryć wiele wad w konstrukcji samolotu. Przeprojektowano pylony silnikowe i układy sterowania. Testy zakończono w marcu 1973 r. Do końca 1981 r. wyprodukowano 31 egzemplarzy. Samolot jest dostosowany do przewożenia 60. żołnierzy z pełnym wyposażeniem lub 45. skoczków spadochronowych.
26 stycznia 2010 wystartował po raz pierwszy nowy model „XC-2” będący następcą C-1. 

## Konstrukcja
C-1 jest całkowicie metalowym, dwusilnikowym grzbietopłatem. Napędzany jest przez silniki turbowentylatorowe Pratt & Whitney JT8D-M-9 produkowane w Japonii przez zakłady Mitsubishi Heavy Industries. Dwudźwigarowe skrzydło o obrysie trapezowym z wmontowanymi, integralnymi czterema zbiornikami paliwa. Powierzchnie sterowe skrzydła składają się z czteroszczelinowych klap, lotek z klapkami wyważającymi, spoilerów i slotów. Półskorupowy kadłub o kołowym przekroju. Usterzenie w układzie litery T. Wielodźwigarowy statecznik pionowy i dwudźwigarowy statecznik poziomy. Podwozie trójgoleniowe, chowane w locie, główne do gondol umieszczonych po bokach kadłuba.

## Wersje
- XC-1 – prototypy
- C-1A – samolot seryjny
- C-1FTB – latające stanowisko badawcze
- C-1 ECM – samolot do walki radioelektronicznej
- Asuka – czterosilnikowa wersja STOL